# Crocodylus
Crocodylus je rod gmazova iz porodice krokodila. Žive u tropskim i suptropskim područjima Afrike, Australije, Azije i Amerike, kao i brojnim Karipskim otocima, te onima u Indijskom oceanu i Pacifiku. 
Veličina im varira, od srednje do jako velikih. Dobro podnose slanu vodu, ali većina ih više preferira slatkovodna staništa. Ishrana im se sastoji od riba, sisavaca, kao i ostalih gmazova. Tijelo im je prekriveno rožnatim pločama. Najveća vrsta je morski krokodil, koji je dug čak i do 7 metara, te je težak oko jednu tonu, dok je najmanji, patuljasti krokodil dug samo 1,5 metar.
Ovaj rod uključuje tri izumrle vrste:
- † Crocodylus acer
- † Crocodylus affinis
- † Crocodylus anthropophagus, izumrli krokodil iz plio-pleistocena Tanzanije.

Trinaest je živućih vrsta:
- Američki krokodil, Crocodylus acutus
- Oklopljeni krokodil, Crocodylus cataphractus (studije DNK i morfološke karakteristike predlažu da se ova vrsta odvoji u vlastiti rod Mecistops)[1]
- Orinoški krokodil, Crocodylus intermedius
- Australski krokodil, Crocodylus johnsoni
- Filipinski krokodil, Crocodylus mindorensis
- Meksički krokodil Crocodylus moreletii
- Nilski krokodil, Crocodylus niloticus  (podvrsta nađena u Madagaskaru, ponekad je nazivaju crni krokodil)
- Novogvinejski krokodil, Crocodylus novaeguineae
- Močvarni krokodil, Crocodylus palustris
- Morski krokodil, Crocodylus porosus
- Kubanski krokodil, Crocodylus rhombifer
- Sijamski krokodil, Crocodylus siamensis